# 無聊龍屬
無聊龍屬（屬名︰）是獸腳亞目恐龍的一屬，是靈活的肉食性傷齒龍科恐龍，生存於上白堊紀的蒙古。

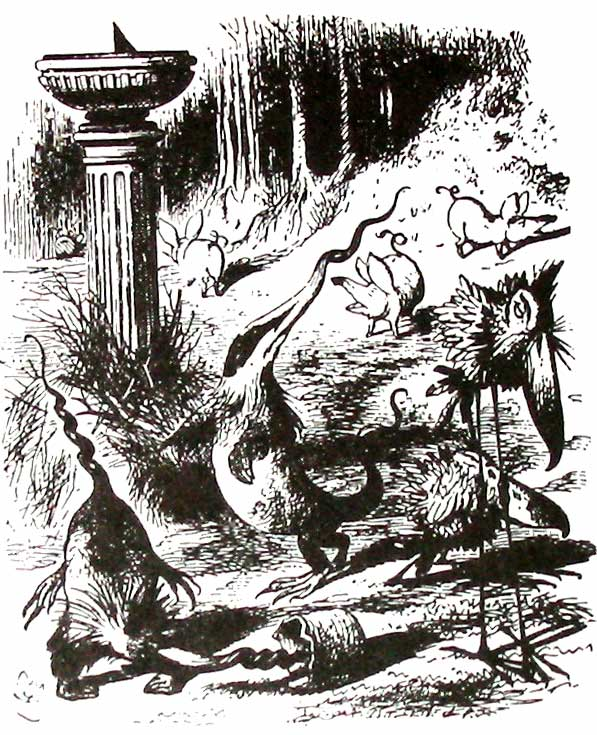
愛麗絲鏡中奇遇的奇特生物「Borogoves」，是本屬的命名來源

在1971年，一個波蘭與蒙古的聯合挖掘團隊，在南戈壁省的耐梅蓋吐盆地發現一個小型獸腳類化石。隔年，波蘭古生物學家哈茲卡·奧斯穆斯卡發表這個發現，並推測這個化石可能屬於蜥鳥龍。之後她改變意見，認為这個化石属于新物種。
在1987年，Halszka Osmólska將這個化石進行敘述、命名，模式種是細腳無聊龍（Borogovia gracilicrus），並歸類於傷齒龍科。無聊龍的屬名是來自於路易斯·卡羅在《愛麗絲鏡中奇遇》中創造的詩歌《杰伯沃基》（Jabberwocky），這首詩歌所提到的奇異生物「Borogoves」：種名在拉丁文意為「纖細的小腿」，意指無聊龍的瘦長小腿。
無聊龍的正模標本（編號ZPAL MgD-I/174）只是兩塊部份的後肢骨頭，來自於同一個體，包含：左右脛跗骨、左右蹠骨、以及第二到第四腳趾。化石發現於耐梅蓋特組（Nemegt Formation），地質年代相當於馬斯垂克階早期。
脛跗骨的長度為28公分，完整身長被估計約有2公尺長，體重估計約20公斤。脛跗骨非常延長，第三腳趾狹窄，第二腳趾的第二趾骨短，第二腳趾的趾爪短而平坦。Osmólska推論無聊龍的第二趾爪無法大幅後縮，應該還保有支撐重量的功能；而第三腳趾過於狹窄，第二腳趾有部分支撐重量的功能。

## 外部連結
- Borogovia at Thescelosaurus!
- Borogovia in The Dinosaur Encyclopaedia （页面存档备份，存于）, at Dino Russ' Lair

- 恐龍博物館—無聊龍